# Jakub Michałowski (hokeista)
Jakub Michałowski (ur. 19 kwietnia 1998 w Jastrzębiu-Zdroju) – polski hokeista, reprezentant Polski.

## Kariera
- JKH GKS Jastrzębie do lat 18 (2014-2015)
- JKH GKS Jastrzębie do lat 20 (2014-2018)
- SMS I Sosnowiec (2014/2015)
- SMS II Sosnowiec (2014/2015)
- JKH GKS Jastrzębie (2016-2021)
  -  SMS U20 Sosnowiec (2016/2017)
  -  SMS U20 Katowice (2017/2018, 2018/2019, 2019/2020)
  -  Polonia Bytom (2020/2021)
- GKS Tychy (2021-2022)
- Zagłębie Sosnowiec (2022-2023)

Wychowanek JKH GKS Jastrzębie. W sezonie 2020/2021 grał równolegle w barwach Polonii Bytom w I lidze. Pod koniec kwietnia 2021 ogłoszono jego transfer do GKS Tychy. Po sezonie 2021/2022 odszedł z klubu. W maju 2022 został zaangażowany do drużyny Zagłębia Sosnowiec. Latem 2023 ogłosił zakończenie kariery.
W barwach reprezentacji Polski do lat 18 uczestniczył w turniejach mistrzostw świata juniorów do lat 18 edycji 2015, 2016 (Dywizja IIA). W barwach reprezentacji Polski do lat 20 uczestniczył w turniejach mistrzostw świata juniorów do lat 20 edycji 2016, 2017, 2018 (Dywizja IB). Został reprezentantem kadry seniorskiej Polski.

## Sukcesy
Reprezentacyjne

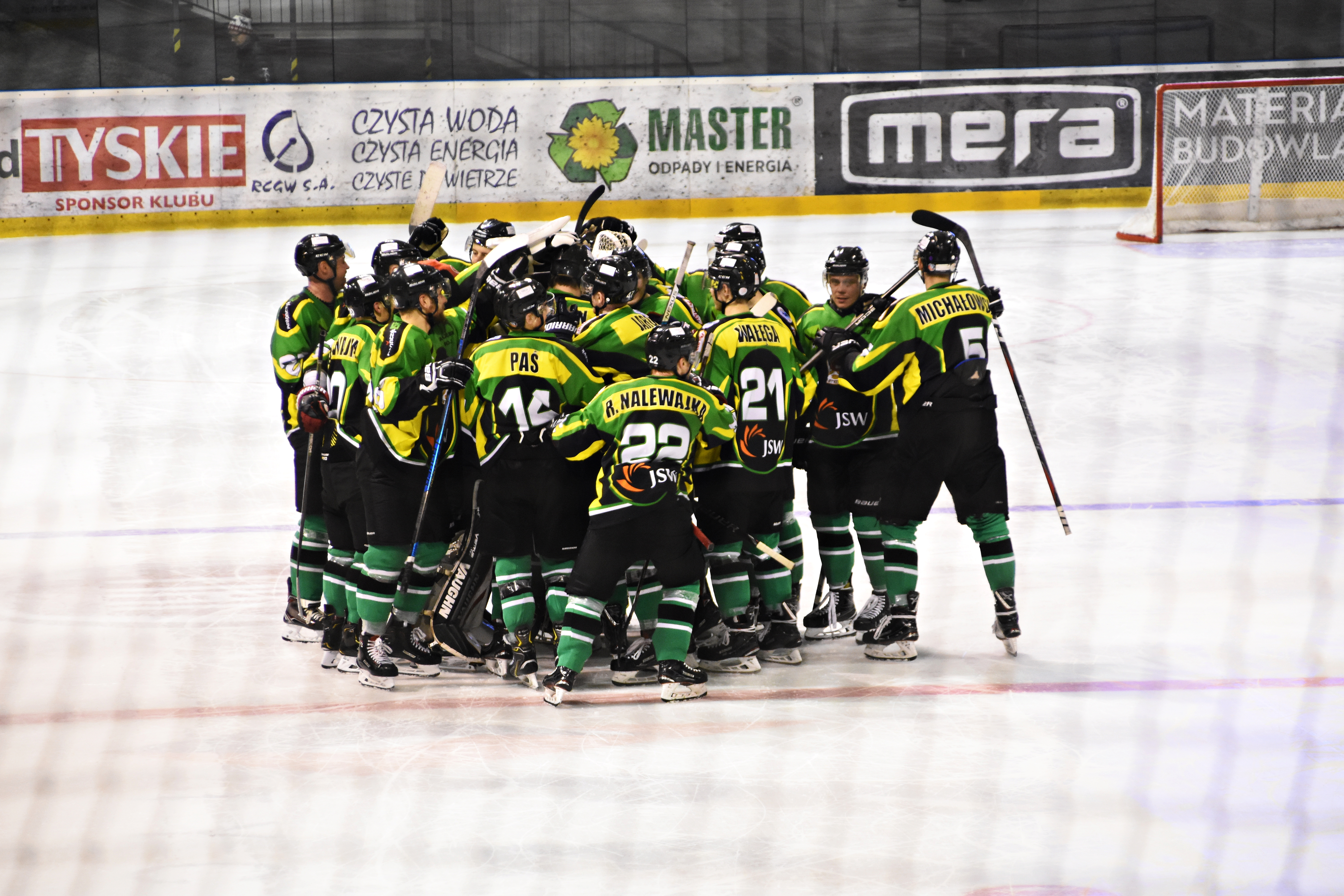
Jakub Michałowski (pierwszy z prawej z numerem 5) z drużyną JKH po zdobyciu Pucharu Polski 2018

- Awans do mistrzostw świata juniorów do lat 18 Dywizji I Grupy B: 2016

Klubowe
- Brązowy medal mistrzostw Polski juniorów do lat 20: 2016, 2017 z JKH GKS Jastrzębie
- Srebrny medal mistrzostw Polski juniorów do lat 20: 2018 z JKH GKS Jastrzębie
- Puchar Polski: 2018, 2019, 2021 z JKH GKS Jastrzębie
- Puchar Wyszehradzki: 2020 z JKH GKS Jastrzębie
- Brązowy medal mistrzostw Polski: 2020[6] z JKH GKS Jastrzębie
- Złoty medal I ligi: 2021 z Polonią Bytom
- Złoty medal mistrzostw Polski: 2021 z JKH GKS Jastrzębie

Indywidualne
- Mistrzostwa świata do lat 18 w hokeju na lodzie mężczyzn 2016/II Dywizja#Grupa A:
  - Piąte miejsce w klasyfikacji asystentów turnieju: 5 asyst[7]
  - Pierwsze miejsce w klasyfikacji asystentów wśród obrońców turnieju: 5 asyst[8]
  - Pierwsze miejsce w klasyfikacji kanadyjskiej wśród obrońców turnieju: 6 punktów
  - Drugie miejsce w klasyfikacji +/- turnieju: +11[9]
  - Najlepszy obrońca turnieju[10]
- Mistrzostwa Świata Juniorów w Hokeju na Lodzie 2018/I Dywizja#Grupa B:
  - Pierwsze miejsce w klasyfikacji asystentów wśród obrońców turnieju: 3 asysty[11]
  - Drugie miejsce w klasyfikacji kanadyjskiej wśród obrońców turnieju: 3 punkty